# Emmerich Alexius Swoboda

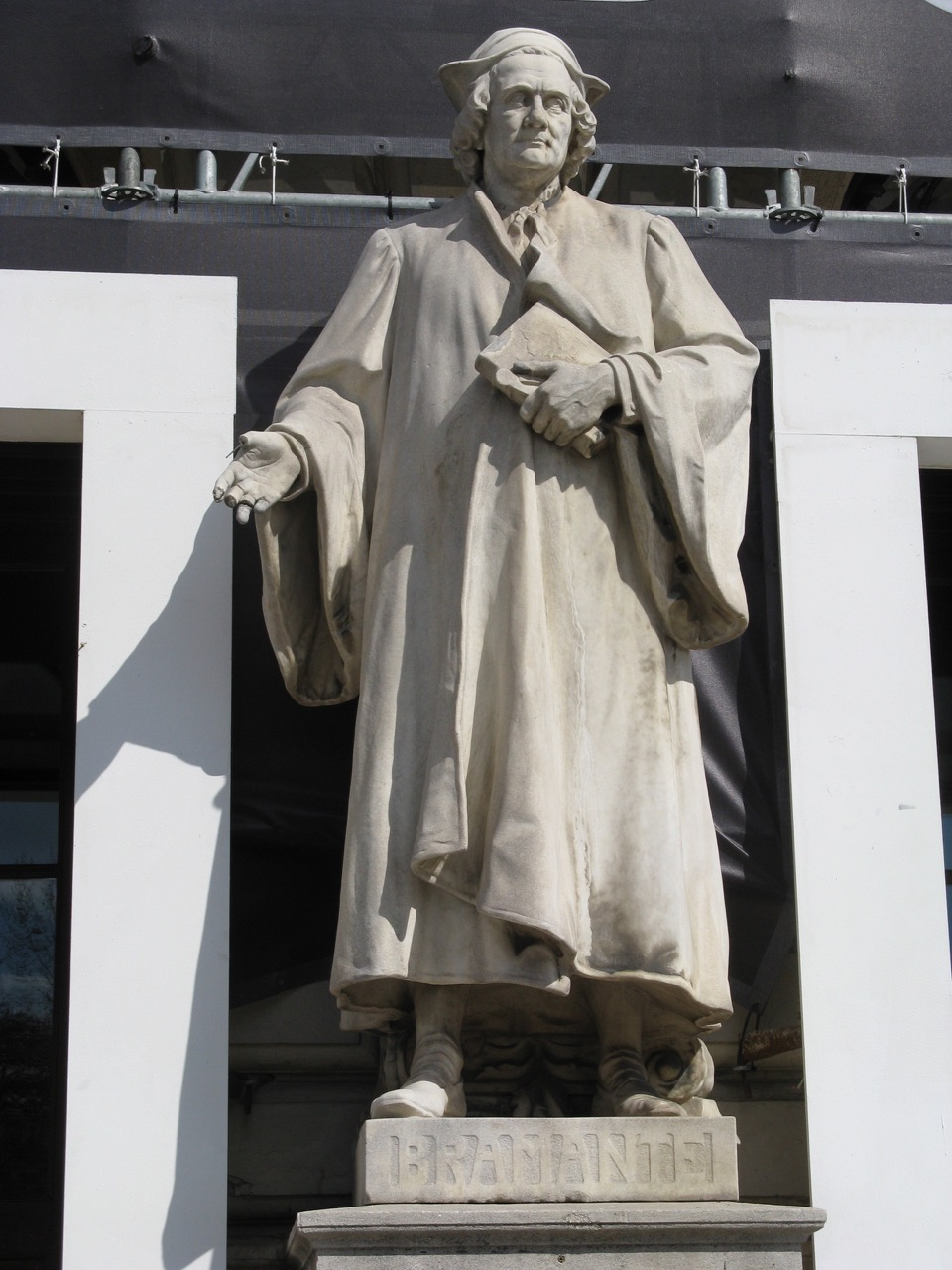
La statua del Bramante

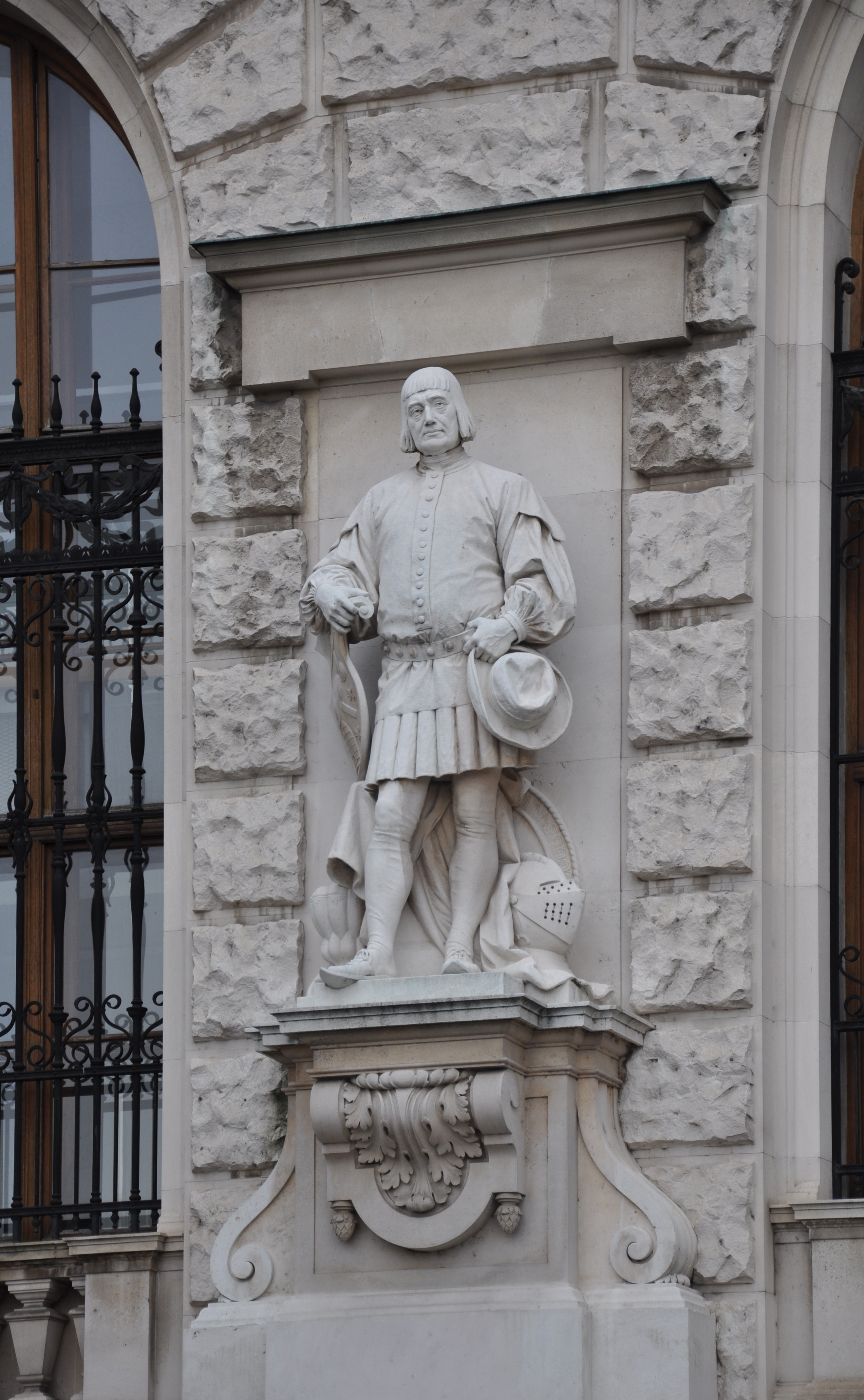
Il Bürger

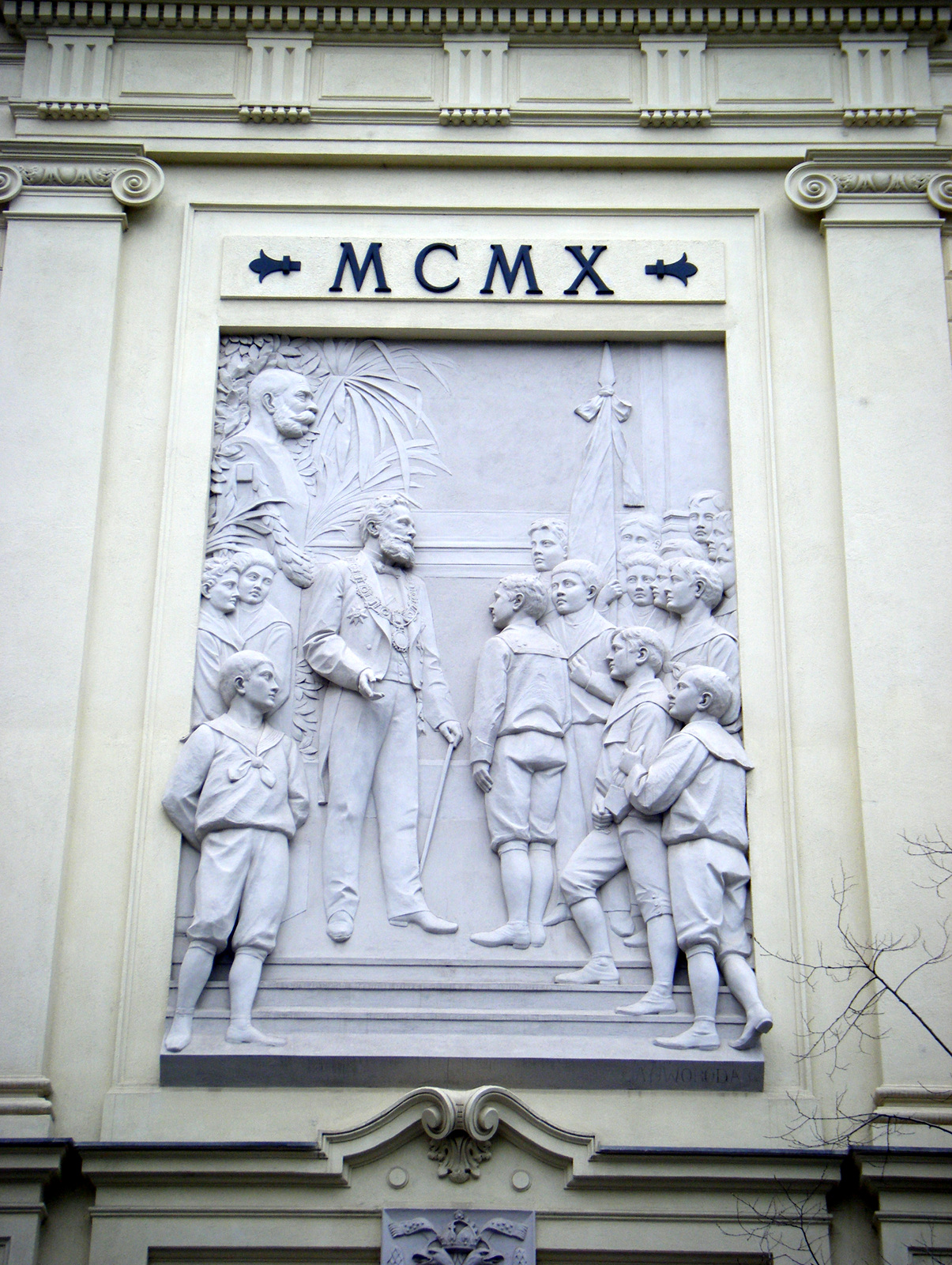
Rilievo situato nella facciata di una scuola

Emmerich Alexius Swoboda von Wikingen (Wörth bei Gloggnitz, 17 luglio 1849 – Vienna, 1º febbraio 1920) è stato uno scultore austriaco, che ha lavorato principalmente nella capitale del suo paese, Vienna.

## Biografia
Nacque in una famiglia di artisti: suo padre, Karl Swoboda, era un disegnatore, mentre suo fratello Albert Constantin Swoboda (1853-1941) fu un architetto. Dal 1868 si formò presso l'Accademia delle Belle Arti di Vienna, prima con Franz Bauer (1798-1872), e, dopo la sua morte nel 1872, con Carl Zumbusch (1830-1915). Ricevette una borsa di studio statale per risiedere un bienno a Roma (Rom-Preis). Dopodiché lavorò nello studio di Zumbusch, e assieme realizzarono i monumenti di Beethoven e di Maria Teresa (a Vienna). A seguito di questi importanti lavori ricevette per sé stesso numerose commissioni: come il Monumento al Bramante davanti alla Casa degli Artisti (Künstlerhaus Wien); sculture per il Museo di Storia dell'Arte (decorazione nella Sala Olandese; genî nella volta del piano terra); per il Museo di Storia Naturale; per l'Accademia delle Belle Arti; per la Camera del Commercio e dell'Industria della Bassa Austria; per il Parlamento (Numa Pompilio all'aula magna); e per il Castello Nuovo del complesso dell'Hofburg (statue del Bürger (cittadino?) e di Pomona); il monumento commemorativo a Karl von Rokitansky; per il cortile ad arcate dell'Università di Vienna, sculture per le scuole comunali e private nonché monumenti funebri (nei cimiteri di Vienna, Praga, Troppavia), statuette equestri (Francesco Giuseppe I; l'Arciduca Francesco Ferdinando) e busti ritrattistici.
Suo figlio Bruno Maria Wikingen (nato nel 1894) divenne uno storico dell'arte.